# Thaumantis depupillata
Thaumantis depupillata är en fjärilsart som beskrevs av Hans Fruhstorfer 1905. Thaumantis depupillata ingår i släktet Thaumantis och familjen praktfjärilar. Inga underarter finns listade i Catalogue of Life.